# تیم ملی فوتسال بوسنی و هرزگوین
تیم ملی فوتسال بوسنی و هرزگوین نماینده بوسنی و هرزگوین در مسابقات بین‌المللی فوتسال و یکی از تیم‌های فوتسال اروپایی است.
براساس رده‌بندی فیفا تیم فوتسال بوسنی و هرزگوین جایگاه ٣٨ را در بین تیم‌های ملی فوتسال جهان دارد.